# Erodium lebelii
Erodium lebelii är en näveväxtart. Erodium lebelii ingår i släktet skatnävor, och familjen näveväxter.

## Underarter
Arten delas in i följande underarter:
- E. l. lebelii
- E. l. marcuccii

## Externa länkar

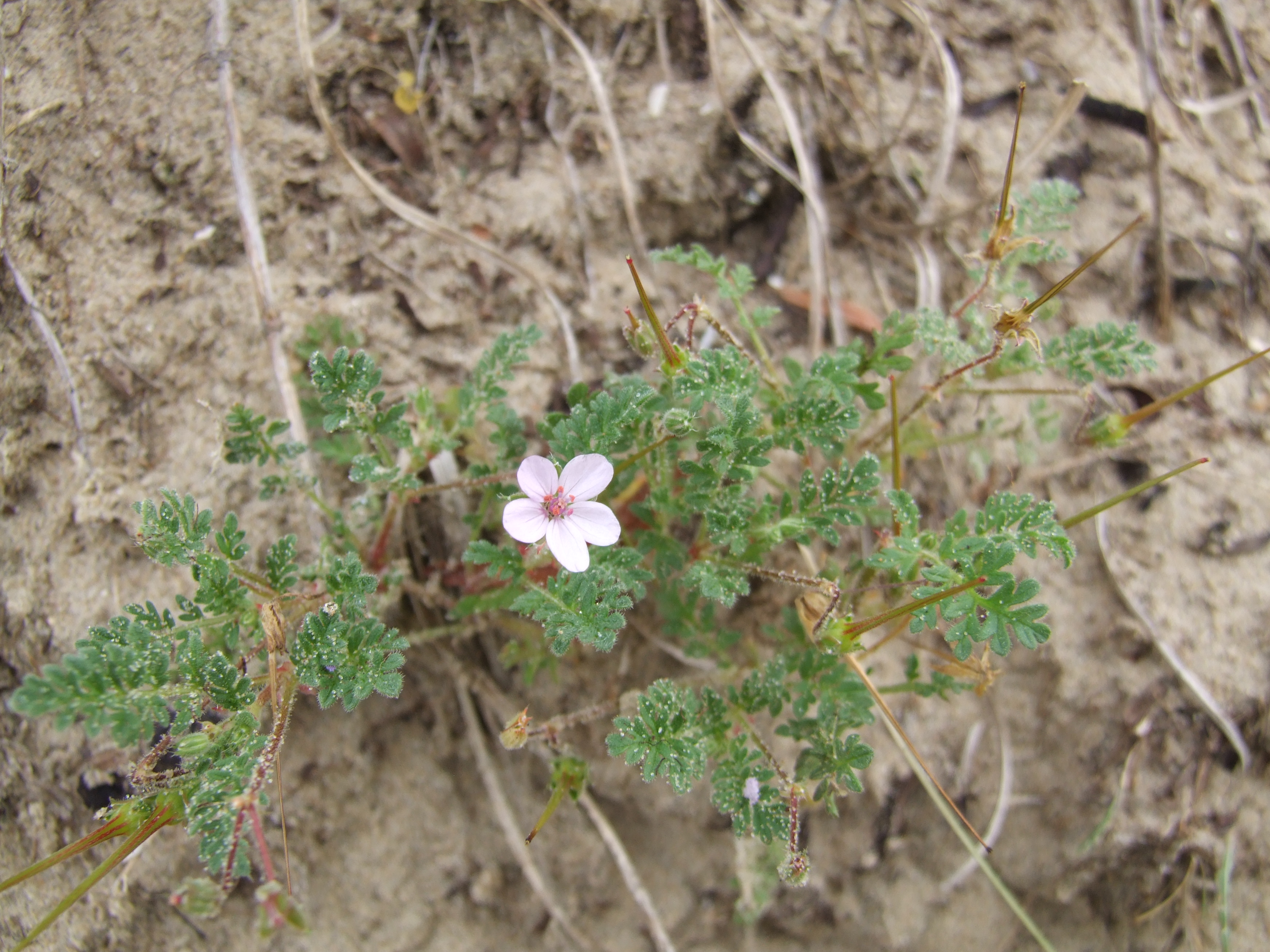
Erodium lebelii